# 品川神社
品川神社（しながわじんじゃ）は、東京都品川区北品川三丁目にある神社。元准勅祭社として東京十社のひとつでもある。
また東海七福神の一社として、大黒天を祀る。

## 祭神
- 天比理乃咩命
- 素盞嗚尊
- 宇賀之売命

## 歴史
文治3年（1187年）、源頼朝が安房国の洲崎神社から、海上交通安全と祈願成就の守護神として、天比理乃咩命を勧請して祀り、品川大明神と称したのに始まる。
鎌倉時代末期の元応元年（1319年）に北条高時の臣、二階堂道蘊が「宇賀之売命（稲荷神)」を、さらに室町時代中期の文明十年（1478年)に太田道灌が「素戔嗚尊(天王神）」をそれぞれ祀った。
慶長五年（1600年）、徳川家康が関ヶ原の戦いへ出陣の際に品川神社を参拝して戦勝祈願し、その後、祈願成就の御礼として仮面（天下一嘗の面）・神輿（葵神輿）などを奉納し、天正19年(1591年)には徳川家康から5石の社領の朱印を受け、徳川家の尊崇する特別な神社として社紋も徳川家の家紋の「丸に三つ葉葵」と定め、「御修復所（神社の建物の再建・修復などは全て江戸幕府が賄う）」として徳川家の厚い庇護を受けた。
寛永14年(1637年)に三代将軍徳川家光が東海寺を建立した際には、境内の一部がその敷地となったため代替地を賜わり、神社の位置が東海寺の鬼門に当たることから、同社の鎮守とした。
1868年（明治元年）11月8日、明治天皇が品川神社を准勅祭社と定め、東京の鎮護と万民の安泰を祈る神社の一つとした。
明治5年（1872年）、郷社に列した。また昭和50年（1975年）には、東京十社に列している。

## 境内
境内の施設
- 境内入り口にある双龍鳥居
- 双龍鳥居の正面右側の「降り龍」の拡大
- 神楽殿
- 浅間神社（左側に品川富士）
- 富士塚（品川富士）

鳥居
境内入り口の階段前に、門柱に龍の細工が施された石鳥居「双龍鳥居」がある。左の柱に昇り龍、右の柱に降り龍が彫刻されている。双龍鳥居は杉並区の高円寺と馬橋稲荷神社にもあり、当社のものと合わせて「東京三鳥居」ともいわれている。
境内社
- 猿田彦神社
- 浅間神社（傍には富士塚の「品川富士」がある）
- 御嶽神社
- 祖霊社
- 阿那稲荷神社

## 補足・板垣退助墓所
従一位勲一等伯爵板垣退助之墓
社殿の裏に所在するが、品川東海寺大山墓地の塔頭・高源院の旧地で、関東大震災後に同寺が世田谷区烏山に移転し墓だけが残されたものである。その後周辺の土地が変遷し、接道の関係で当社を通らねば墓所へは入れないが、境内ではない。
- 竹馬の友後藤象二郎の墓（青山霊園）の墓石と瓜二つである。表面に戒名、裏面に俗名というパターンも同じである。
- 退助の長男板垣鉾太郎、祖父の爵位を継いだ板垣守正の墓は同所にはなく、静岡・富士霊園にある[3]。

## 例大祭
- 6月7日に近い金曜日から日曜日に行われる。

## 主な文化財
- 東京都指定無形民俗文化財
  - 品川神社の太太神楽[4]
    - 奉納：年4回 「元旦祭・春祭・例大祭・新嘗祭」（昭和47年(1972年) より品川神社太太神楽保存会が奉納）
    - 宮司･小泉家に相伝されてきた神楽で、社記によると元亀年間(1570年代)の発生とあり、神職が奉仕する神前舞であること、龍笛を用いること、品川拍子という拍子が独特であるとして、昭和38年(1963年)に東京都技芸文化財指定、昭和51年(1976年)に東京都指定無形民俗文化財となる。
- 品川区指定文化財
  - 石造鳥居（双龍鳥居）・水盤（慶安元年[5]）
  - 石造灯籠
  - 神輿（葵神輿）
  - 品川神社文書
  - 品川富士（都内最大の高さ約15mの富士塚）
  - 板垣退助墓
  - 品川拍子
    - 品川天王祭が行われる北品川･南品川･東品川の限定された地域において、笛と大拍子によって神輿の運行を指揮する独特の拍子であり、神輿はこの拍子(曲目)に合った担ぎ方をしなければならない。品川神社では、締め太鼓を神輿に取り付け、笛と太鼓による品川拍子で氏子中を渡御するのが慣例になっており、現在の拍子は、明治時代に小関地区の島田長太郎が品川神社太太神楽の太鼓の拍子に、江戸の囃子の笛の拍子を採り入れたのが元になっていると言われる。

## 交通アクセス
- 新馬場駅より徒歩3分（経路案内）。